# زانکت لورنتسن بای نیتلفلد
زانکت لورنتسن بای نیتلفلد (به آلمانی: Sankt Lorenzen bei Knittelfeld) یک منطقهٔ مسکونی در اتریش است که در مورتال واقع شده‌است. زانکت لورنتسن بای نیتلفلد ۳۵٫۸۸ کیلومتر مربع مساحت دارد ۶۱۰ متر بالاتر از سطح دریا واقع شده‌است.

## خواهرخوانده
شهر گرادو (فریولی-ونتسیا جولیا) خواهرخواندهٔ زانکت لورنتسن بای نیتلفلد هست.